# جوزيف خان (صحفي)
جوزيف خان (بالإنجليزية: Joseph Kahn)‏ هو صحفي أمريكي، ولد في 19 أغسطس 1964 في بوسطن في الولايات المتحدة.